# Katri Kulmuni
Katri Kulmuni, née le 4 septembre 1987 à Tornio, est une femme politique finlandaise. 
Elle est présidente du Parti du centre, vice-Première ministre et ministre des Finances dans le gouvernement de Sanna Marin de 2019 à 2020.

## Carrière politique
Katri Kulmuni est élue pour la première fois députée de la circonscription de Laponie lors des élections législatives de 2015. Elle est élue vice-présidente du parti du Centre en 2016 et réélue au même poste en 2018. Elle est réélue à son siège de députée en avril 2019. Au moins de juin suivant, elle est nommée ministre de l'Économie dans le gouvernement dirigé par Antti Rinne. 
Après la débâcle du Parti du centre aux élections législatives et l'annonce de la démission de Juha Sipilä à la tête du parti, elle se présente à sa succession et est élue présidente le 7 septembre 2019.
Elle devient alors vice-Première ministre auprès d'Antti Rinne et conserve cette fonction auprès de Sanna Marin en décembre suivant, tout en étant nommée ministre des Finances.
Le 5 juin 2020, Katri Kulmuni démissionne de son poste de ministre des Finances et de vice-Première ministre. Le Suomen Kuvalehti avait révélé que Katri Kulmuni a bénéficié d'une formation d'expression orale en public dans une société de conseil privée qui a été payée près de 50 000 euros par deux ministères. Deux jours avant l'annonce de sa démission, Katri Kulmuni avait déclaré aux médias qu'elle rembourserait cette somme d'argent.